# Fuerte Saint-Jean (Marseille)
Fort Saint-Jean ( pronunciación en francés: /fɔʁ sɛ̃ʒɑ̃/ ) es una fortificación en Marsella, construida en 1660 por Luis XIV en la entrada del Puerto Viejo . Desde 2013 está conectado por dos pasarelas al distrito histórico Le Panier y al Museo de las Civilizaciones Europeas y Mediterráneas ; siendo este último el primer museo nacional francés ubicado fuera de París.

## Historia
Fort Saint-Jean se construyó en un sitio anteriormente ocupado por la Orden Militar de los Caballeros Hospitalarios de San Juan, de donde el nuevo edificio deriva su nombre. Fort Saint-Nicolas se construyó al mismo tiempo en el lado opuesto del puerto. Al comentar sobre su construcción, Luis XIV dijo: "Nos dimos cuenta de que los habitantes de Marsella eran muy aficionados a las bonitas fortalezas. Queríamos tener el nuestro a la entrada de este gran puerto.”  De hecho, los dos nuevos fuertes se construyeron en respuesta a un levantamiento local contra el gobernador, más que para la defensa de la ciudad: sus cañones apuntaban hacia el interior del pueblo, no hacia el mar.
Dos edificios anteriores se incorporaron a la estructura del fuerte: la Comandancia de los Caballeros Hospitalarios de San Juan de Jerusalén del siglo XII, que sirvió como hospicio monástico durante las cruzadas ; y la torre del siglo XV de René I, rey de Provenza .
En abril de 1790, Fort Saint-Jean fue tomado por una turba revolucionaria que decapitó al chevalier de Beausse, comandante de la guarnición real, cuando fue capturado después de negarse a entregar la fortaleza. Durante la posterior Revolución Francesa, el fuerte se utilizó como prisión y albergaba a Luis Felipe II, duque de Orleans, y dos de sus hijos, Luis Carlos, conde de Beaujolais, y Antonio Felipe, duque de Montpensier . Tras el derrocamiento de Robespierre en 1794, alrededor de un centenar de prisioneros jacobinos recluidos en el fuerte fueron masacrados.
A lo largo del siglo XIX y principios del XX, Fort Saint-Jean estuvo en posesión del ejército francés, que lo utilizó como cuartel y estación de limpieza para el Ejército de África . Durante los años en que la Legión Extranjera Francesa tenía su base principalmente en el norte de África (1830 a 1962), el fuerte fue un punto de parada final para los reclutas de la Legión destinados a la formación básica en Argelia.
Durante la Segunda Guerra Mundial, Fort Saint Jean fue ocupado por el ejército alemán en noviembre de 1942.En agosto de 1944,durante la liberación de Marseille, la explosión de un depósito de municiones dentro del del fuerte destruyo gran parte de sus almenas y edificios históricos.Aunque devuelto al ejército francés, Fort Saint-Jean permaneció en un estado de abandono y abandono hasta que pasó al Ministerio de Asuntos Culturales en 1960. Clasificado como monumento histórico en 1964, las partes dañadas del fuerte fueron reconstruidas entre 1967 y 1971.
En 2013, el Fuerte Saint-Jean pasó a formar parte del Museo de las Civilizaciones Europeas y Mediterráneas (MuCEM). Los principales edificios que componen el complejo incluyen:
- la torre del Rey René estará dedicada a la historia del sitio;
- el edificio DRASSM albergará un centro de documentación; y
- el edificio Georges Henri Rivière se reservará para exposiciones temporales.

## Galería

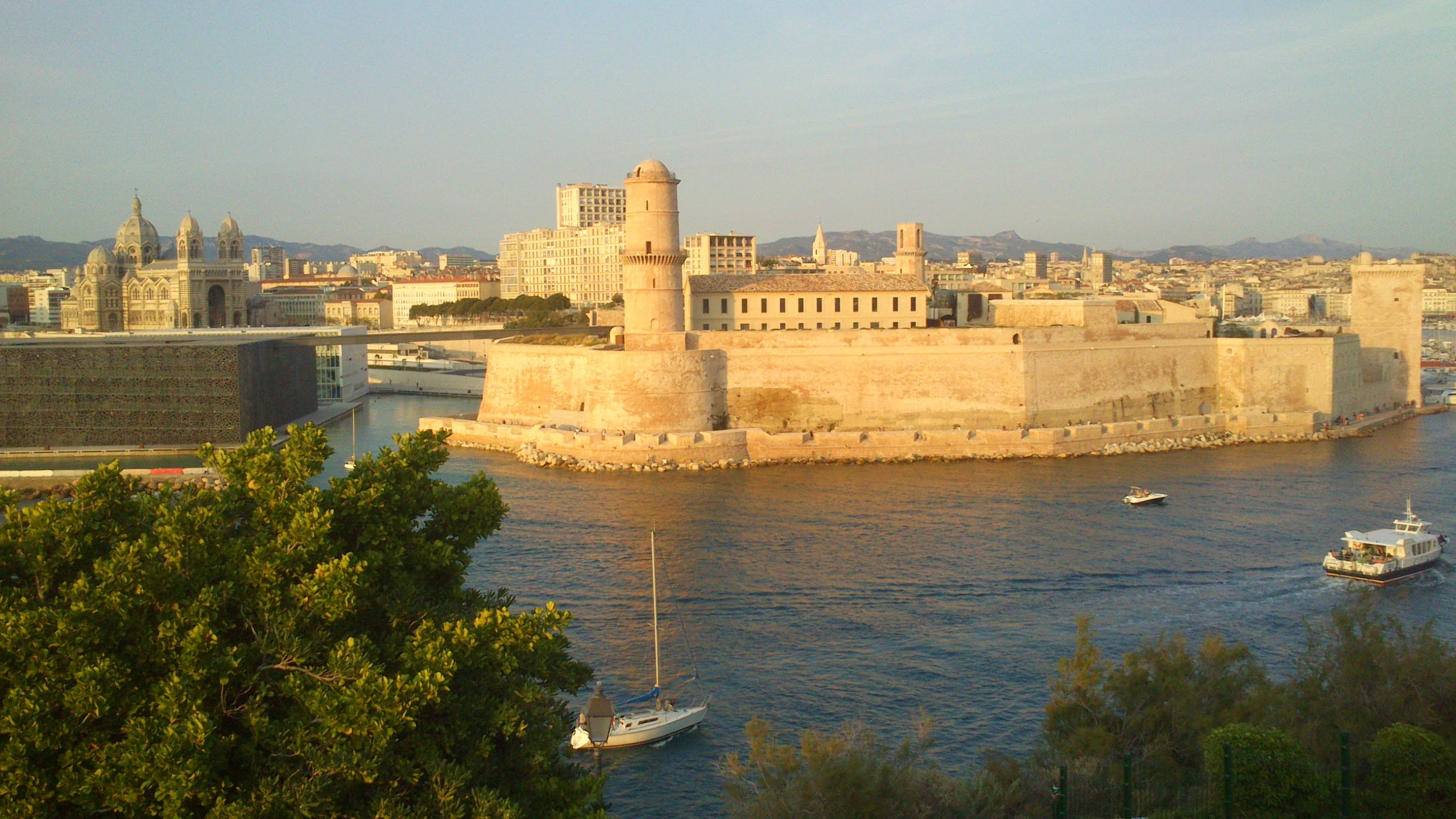
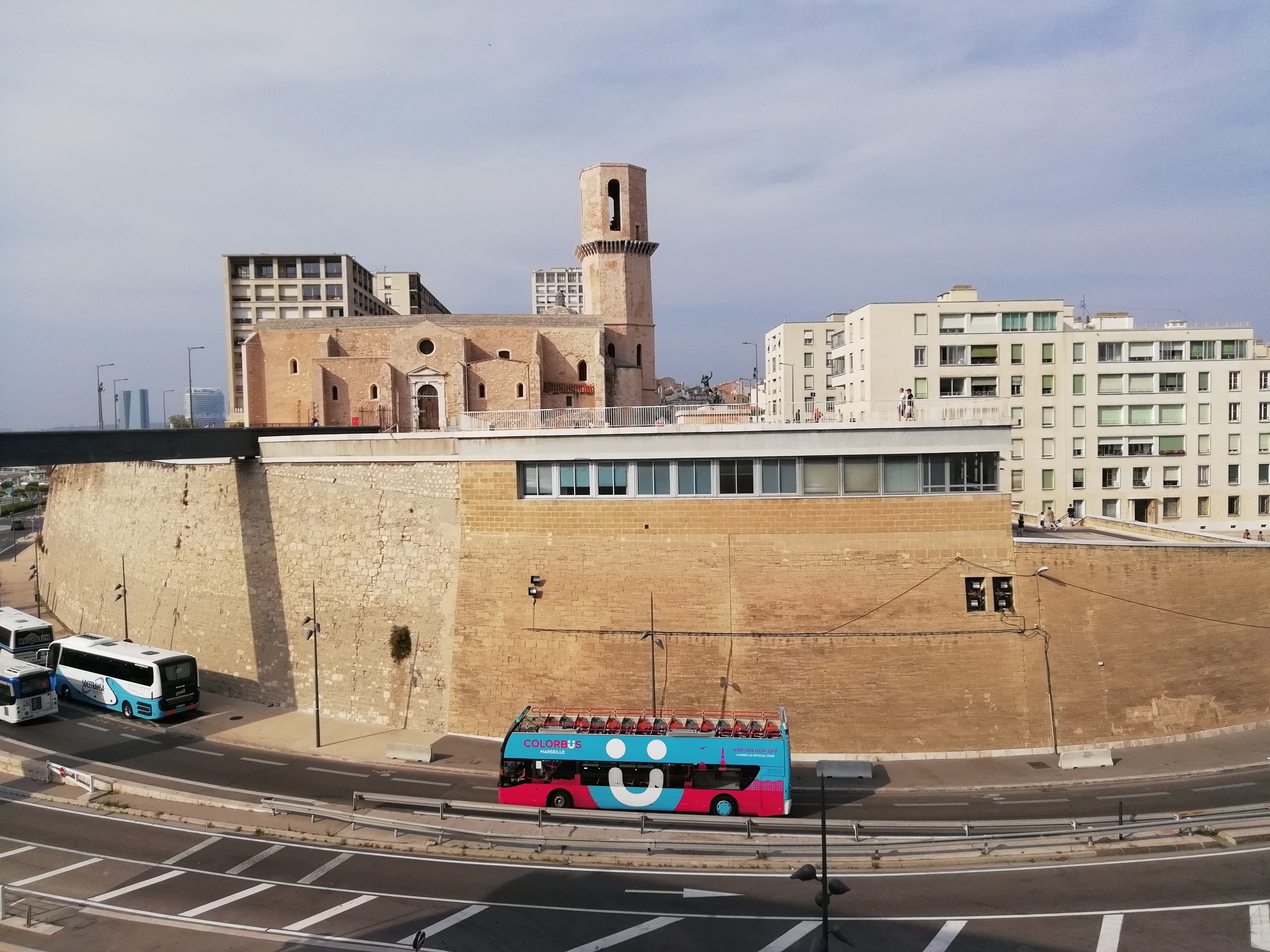
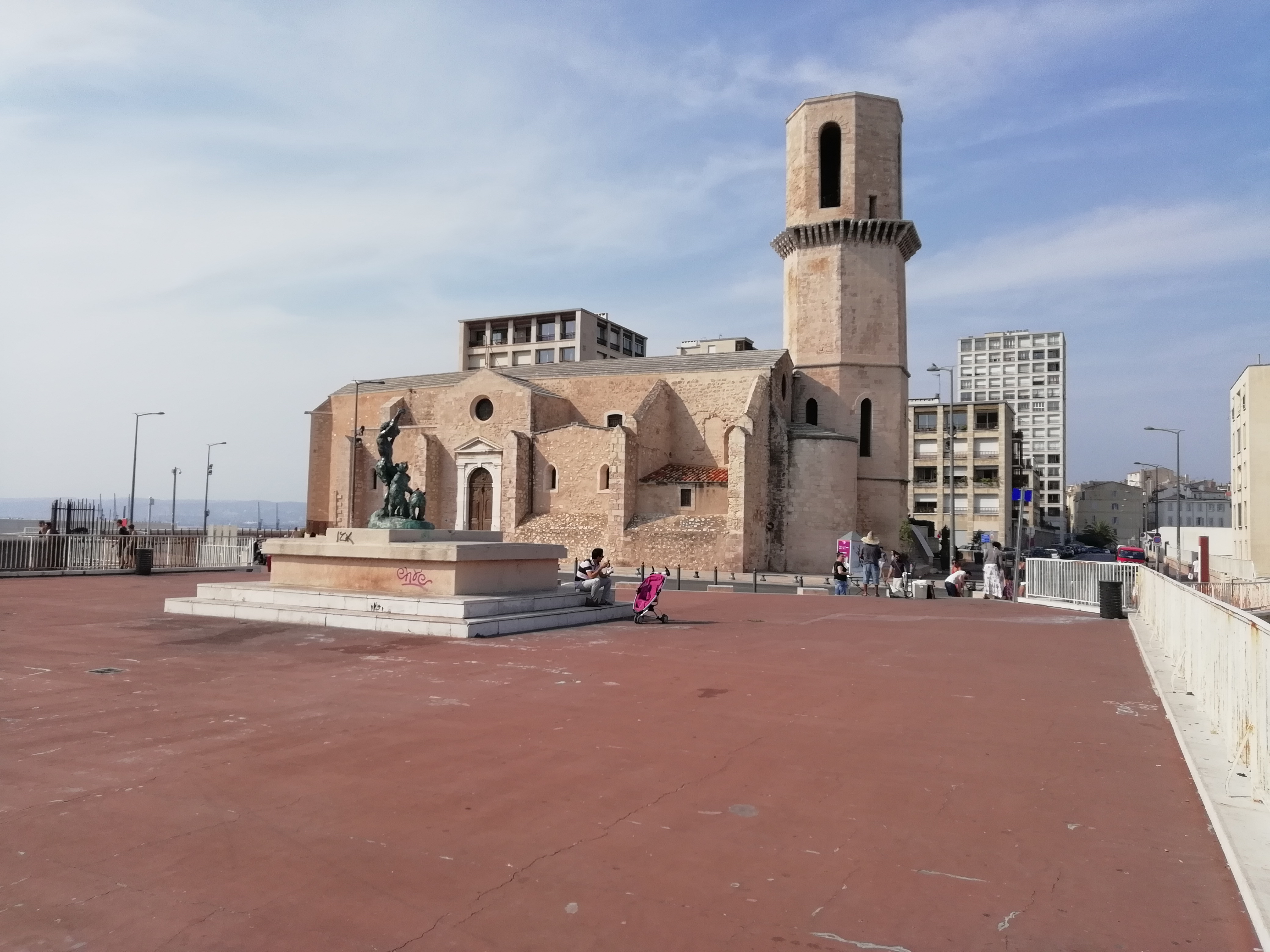
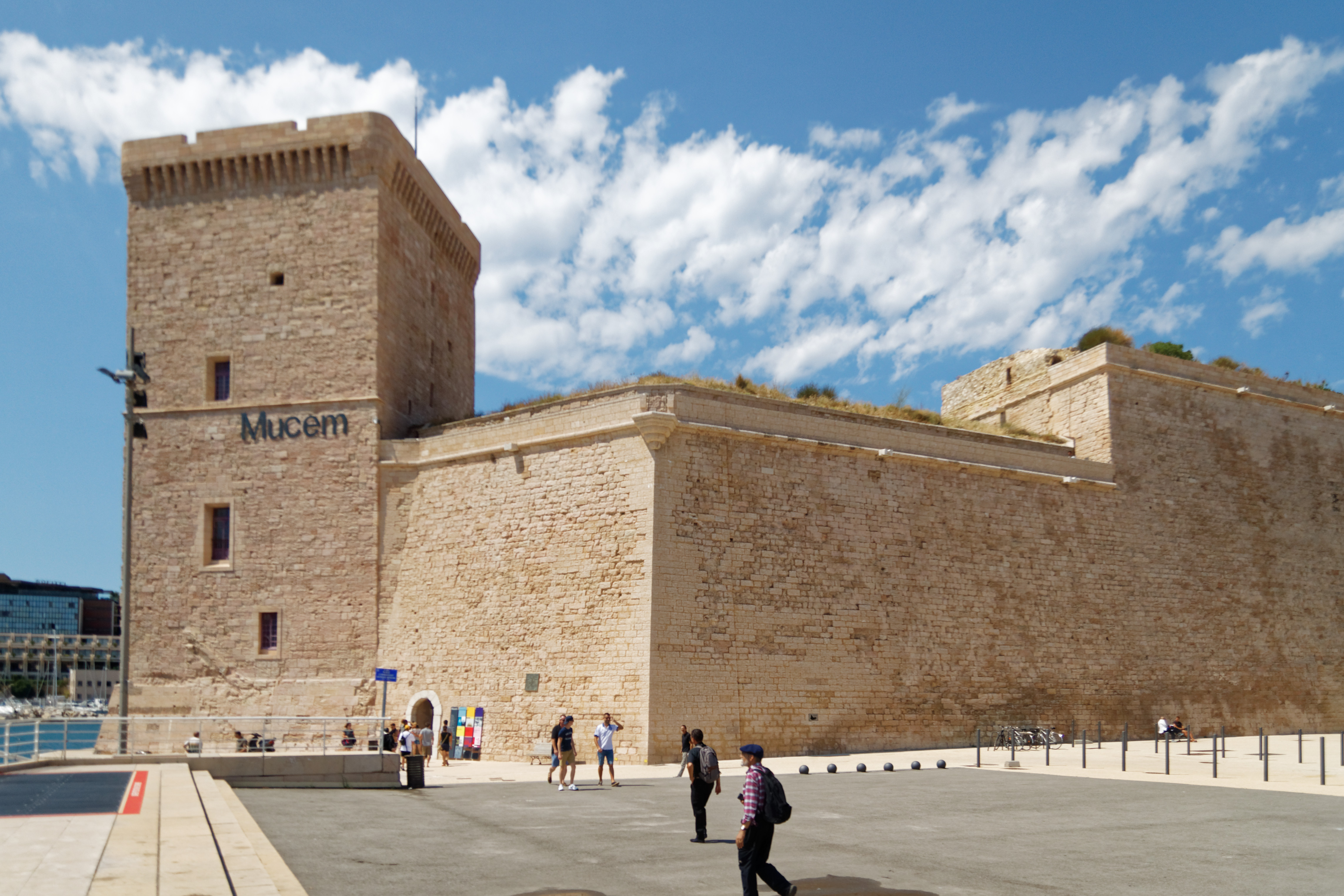
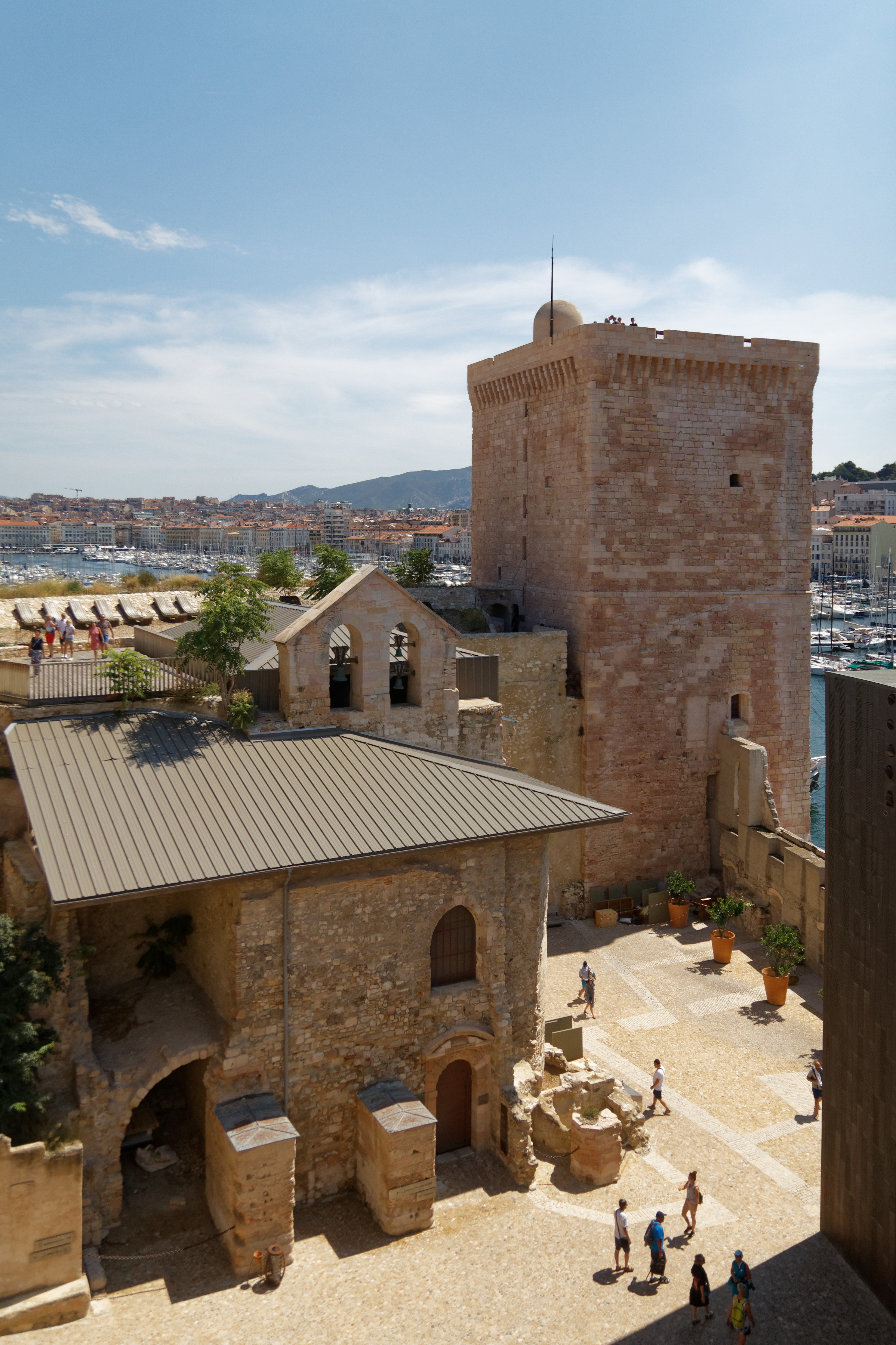
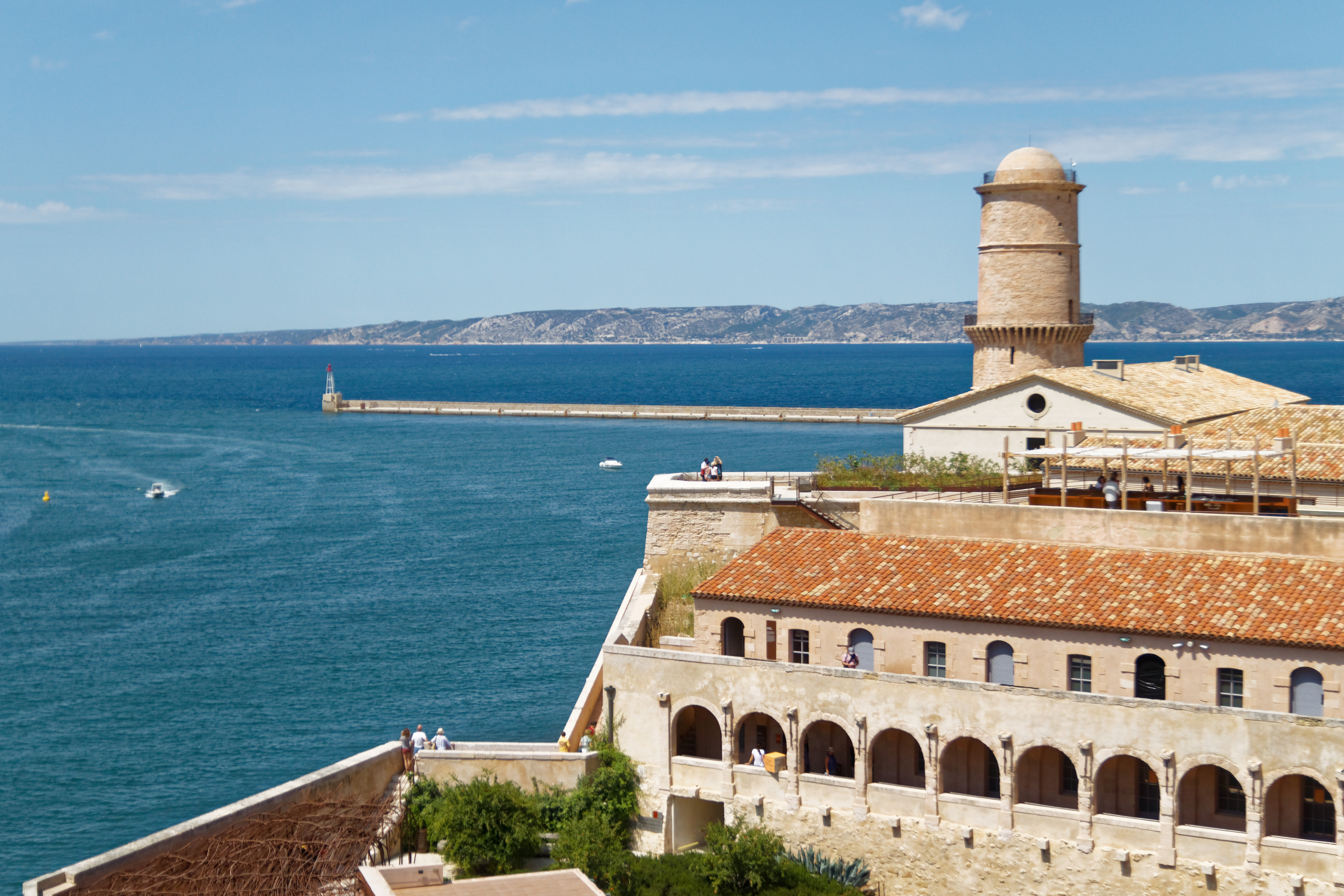
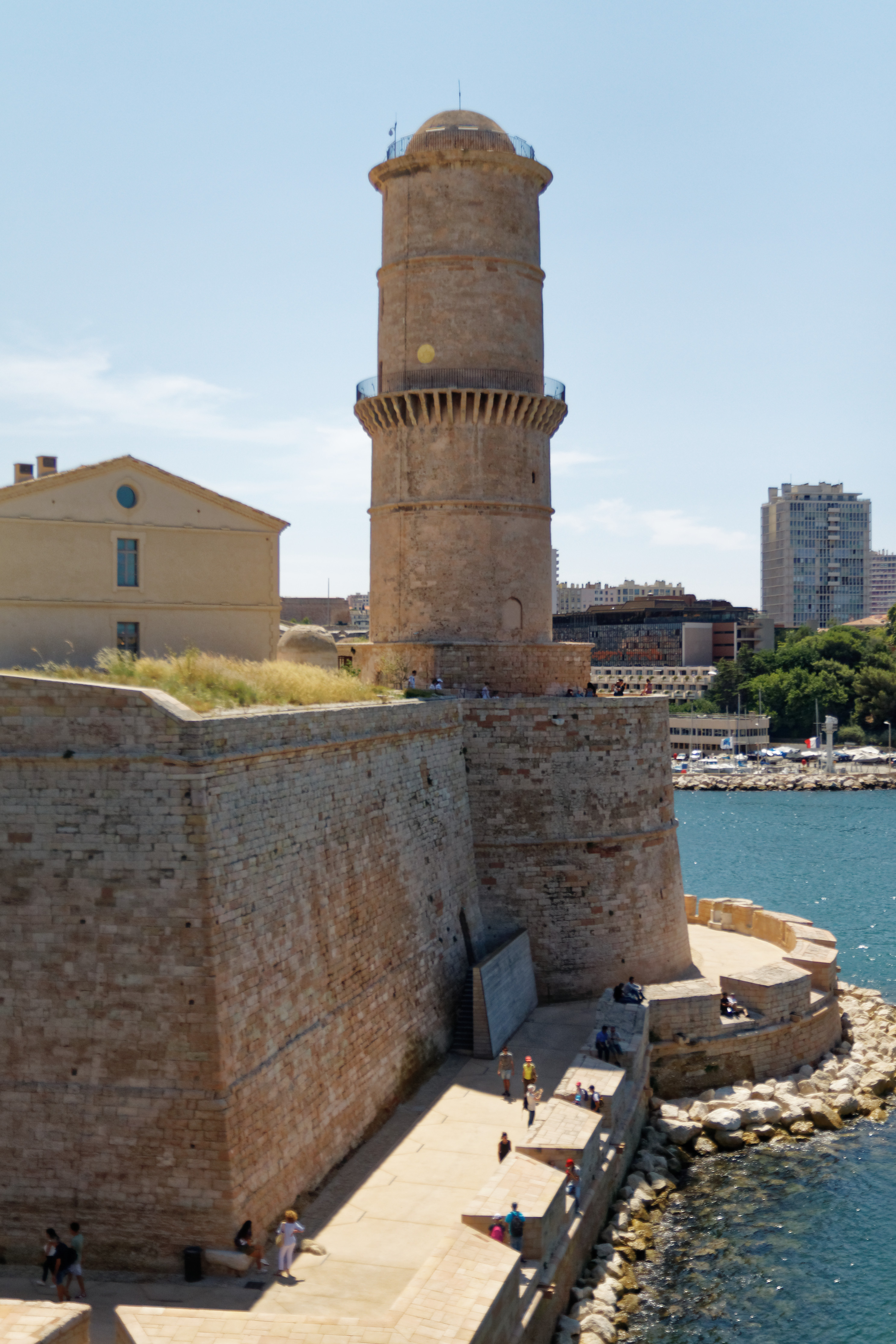
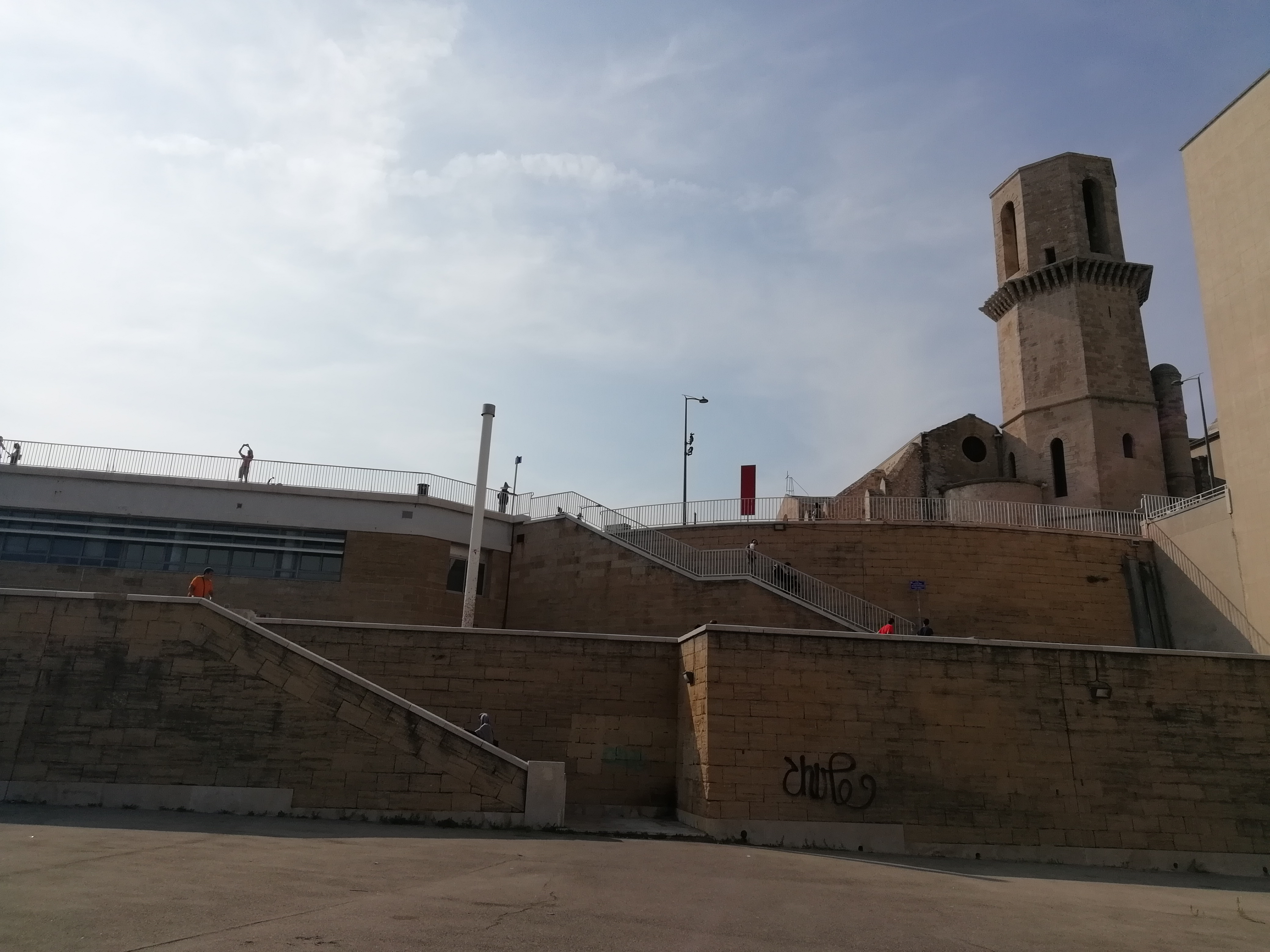

## notas
1. ↑  "Nous avons remarqué que les Marseillais prisaient fort les jolies bastides. Nous avons voulu avoir la nôtre à l'entrée de ce grand port."
2. ↑  Duchêne & Contrucci